# فترة إيدو

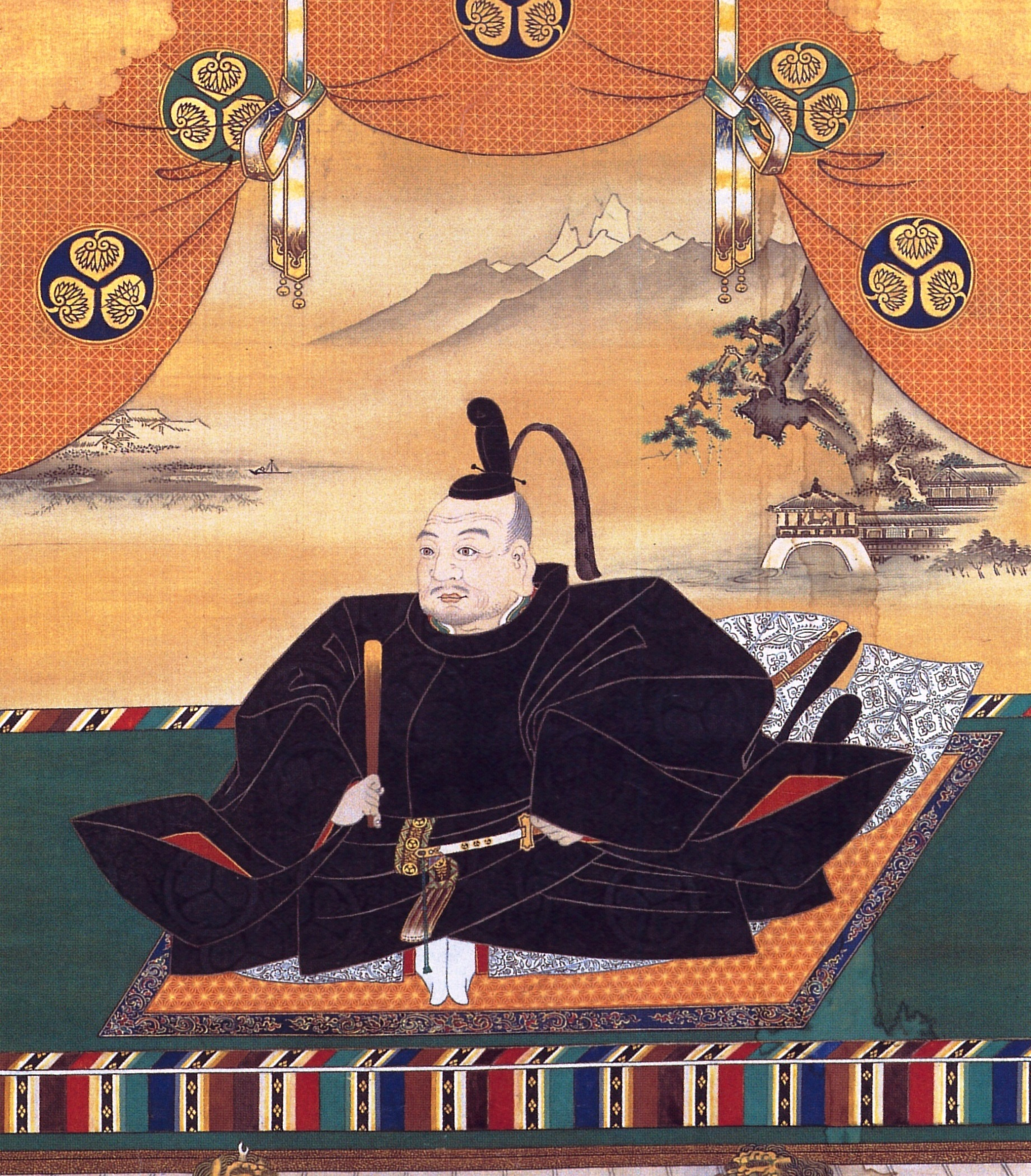
توكوغاوا إيئه-ياسو: مؤسس سلالة توكوغاوا، كان قد ساهم في توحيد البلاد بعد فترة الانقسامات.

فترة إيدو (باليابانية: 江戸時代,) إيدو جيداي سنوات (1603-1868 م.) هي آخر الفترات من تاريخ اليابان القديم، مهدت هذه الأخيرة لقيام فترة (أو عهد) مييجي، وقد اعتبرت هذه الأخيرة بداية التاريخ الحديث للبلاد.

## التوكوغاوا
في سنة 1603 م، خلع البلاط الإمبراطوري على توكوغاوا إيئه-ياسو (徳川 家康) لقب الـشوغون. كان ذلك تتويجا لمرحلة استعادت بعدها البلاد وحدتها السياسية. قام ثلاثة من الزعماء الكبار بأعباء هذه المهمة، وقد عرفت الفترة التي شهدت أحداث الوحدة باسم فترة أزوشي موموياما (安土桃山時代).
بدأ توكوغاوا إيئه-ياسو (徳川 家康) عهده بحركة أراد من خلالها أن يضمن لسلالته البقاء في السلطة. قام ومنذ 1605 م بالتنازل عن السلطة لصالح ابنه، لم يكن الأمر في الواقع إلا مناورة جديدة كان إيئه-ياسو في الواقع يسيطر على كافة مناصب اتخاذ القرار، كما كان يشرف بنفسه على صياغة القوانين ووضع المراسيم. وقد استمر على سيرته حتى وافه الأجل. قضى سنة 1615 م على أبناء هيده-يوشي عندما غزا قلعتهم في أوساكا. اتخذ لحكومته مقرا جديد في إيدو (江戸) (اليوم: طوكيو)، أصبحت المدينة بعدها أكبر وأغنى المدن في البلاد. اتخذ سلسلة من الإجراءات لإصلاح النظامين السياسي والاقتصادي، الشيء الذي مكنه من أن يبسط سيطرته على البلاد. عند وفاة إيئه-ياسوسنة 1616 م، كانت اليابان قد أصبحت وحدة سياسية، كما أصبحت تتمتع بنظام سياسي مستقر.
مهدت سياسة الحكم التي أرسى دعائمها إيئه-ياسو الطريق أمام سلالته (الـتوكوغاوا) للبقاء أكثر من ثلاثة قرون من الزمن. عرفت اليابان أثناء عهد أسرة الـتوكوغاوا ولأول مرة منذ قرون عدة نوعا من الاستقرار السياسي، كما عم البلاد الأمن.

## تشكل النظام الجديد
كانت نظام الحكم يرتكز على شخصية الـشوغون، أصبح الأخير أكثر غنا وأكثر قوة من بقية الزعماء الإقطاعيين الـدائي-ميو (大名)، يعد في جيشه أكثر من 80.000 شخص، كما يبسط سيطرته المباشرة على المدن الكبرى، الموانئ المهمة في البلاد، الطرقات والمعابر الرئيسة وغيرها. يحكم الـشوغون بمفرده، يساعده مجلس مؤلف من وزراء دولة أو روشو ومجموعة من المستشارين أو واكاشيدوري. كما يساعده في مهامه محافظ إيدو، القائم على شؤون المالية، وآخر على الشؤون الدينية... في بداية عهد فترة إيدو كانت اليابان تعد 270 من الـدائي-ميو (الزعماء الإقطاعيون)، كانوا يتوزعون على ثلاث مجموعات:
- شنبان دائي-ميو: أكثرهم من عشيرة وأبناء إيئه-ياسو،
- فودائي دائي-ميو: أكثرهم من الحلفاء المواليين للأسرة الحاكمة،
- توزاما دائي-ميو من الحلفاء الذين تم إخضاعهم بعد فترة 1600 م، أغلبهم تخشى شوكتهم.

## الطبقات الاجتماعية
بمجرد اعتلاءه سدة الحكم قام توكوغاوا إيئه-ياسو (徳川 家康) بإعادة تقسيم الأراضي والثروات كما قام بسن الطبقية في المجتمع الياباني. أصبح بالإمكان تمييز عدة طبقات على غرار طبقة المحاربين، الفلاحين، الصناع والتجار، نبلاء البلاط، رجال الكهنوت البوذيين (الرهبان) وخدام المزارات الشنتوية ثم طبقة أخيرة تعيش بمغزل عن المجتمع تعرف باسم هينين (يمكن ترجمتها بـالمنبوذين).

### طبقة المحاربين

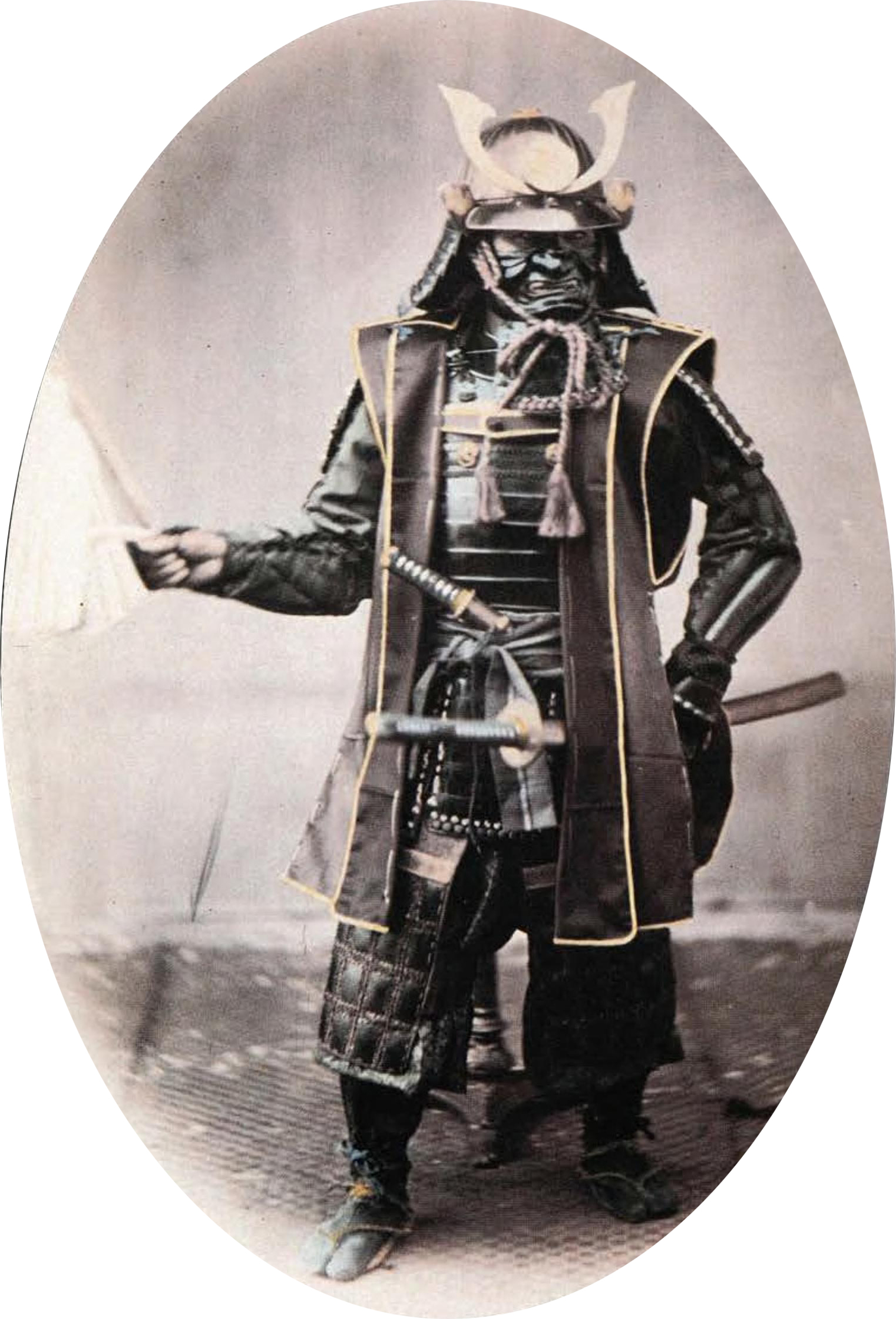
محارب ساموراي ياباني في كامل عدته: صورة شمسية تعود إلى آخر فترة إيدو ح عام 1860م

المحاربون أو الـبوشي (武士)، ورجال هذه الطبقة يمكن أن يكونوا من الـدائي-ميو (大名) وهم كبار الزعماء الإقطاعيين، الساموراي (侍) والذين يضعون أنفسهم في خدمة أحد الزعماء، أو الـرو-نين (浪人) وهم من رجال الساموراي السابقين والذين انتهت مدة خدمتهم لسبب أو لآخر (عادة عند وفاة الزعيم).
يتحكم رجال هذه الطبقة في رقاب الأفراد من الطبقات الأخرى، إلا أن الدماء لا يمكن إراقتها بهذه السهولة. يتبع كل منهم نظاما قائما على أساس الموالاة (من الولاء)، كل فرد يتبع آخرا أعلى رتبة منه وهكذا دواليك حتى أعلى الهرم. لكل منهم الحق في أن يمتلك معقلا له ولعشيرته (قد يتملك أراض بطريقة مباشرة، أو قد يكون له الحق فقط في الاستفادة مما تنتجه، كمحاصيل الأرز مثلا)، يتوجب عليهم في المقابل أن يبدو السمع والطاعة اتجاه أسيادهم وزعمائهم وأن يهبوا حياتهم إذا توجب الأمر.
يمنع على الزعماء الكبار (الـدائي-ميو) أن يشيدوا أكثر من قصر واحد في المقاطعة الأصلية، كما يتم استدعائهم إلى مقر الحكومة العسكرية (الـشوغونية) حتى يعلنوا ولائهم وطاعتهم للحاكم وفق تنظيمات خاصة بالمحاربين تعرف باسم بوكي شوهودو (وضعت سنة 1615 م). منذ سنة 1635 م أصبحوا مجبرين على ترك أبنائهم (كرهائن) في العاصمة إيدو (اليوم طوكيو)، كما توجب عليهم الإقامة بأنفسهم عاما كاملا كل سنتين فيها. عرف هذا النظام الفريد من نوعه باسم سانكين كوتاي أو الإقامة المتناوبة.

### طبقة الفلاحين
يشكل الفلاحون، سواء كانوا من صغار الملاك أو الكادحين البسطاء، الأكثرية في تعداد السكان في بلاد اليابان أثناء فترة إيدو، وعلى هذا أخضع أفراد هذه الطبقة إلى نظام أكثر شدة. كان يمنع عليهم اقتناء، بيع أو إهمال الأراضي التي يقومون بزراعتها، كما لا يحق لهم زرع أصناف أخرى من المزروعات غير تلك التي تم تقييدها في السجلات العقارية.
كانت هذه التدابير تهدف إلى منع قيام طبقة جديدة أكثر ثراء من بين ملاك الأراضي، كما كان يراد منها تعطيل عادة قديمة متبعة بين بعض من أبناء الشعب الياباني التواق إلى السفر (كان ذلك مهربا لهم من حياتهم اليومية المتعبة والشقية)، كان بعضهم يدعي أنه سيقوم برحلة حج إلى إحدى المزارات المشهورة، ثم لا يلبث أن يختفي، ممضيا بقية حياته متسكعا في الطرقات، يتمثل قوت يومه الوحيد في الصدقات التي يدفعها إليه بعض أصحاب القلوب الرحيمة.

### طبقة الحرفيين والتجار
مع بداية القرن الـ16 م (1500 م) أخذ أفراد هذه الطبقة يتزايد باضطراد، كانت هذه تجمع بين أفرادها حرفيين وصناع من شتى المجالات بالإضافة إلى الأفراد المشتغلين بالتجارة. كان تنوع أفرادها من العوامل التي صعبت السيطرة عليها. غالبا ما كان أصحاب كل نشاط يقومون بإدارة أنشطتهم بأنفسهم. قام العديد من القرويين والذين تقع قراهم على واجهة البحر، بتنظيم نشاط الصيد وكذا عملية استخراج الملح البحري. وفي الجبال البعيدة تشكلت تجمعات تظم كل من يمتهن الحطابة، ثم أخذ أفرادها ينظمون عملية استخراج الحطب وعلى حسب الاحتياجات القائمة. وفي نفس الفترة أخذ نشاط استغلال المناجم يأخذ مكانه بين النشاطات التقليدية الأخرى التي كانت معروفة آنذاك.
كانت المدن (على غرار القرى والأرياف) تعرف نشاطا لا يكاد يهدأ. عرف نشاط صناعة النسيج نموا سريعا، وشملت الحيوية أنشطة أخرى، كصناعة الفخار، صناعة الأصبغة ومواد الطلاء، صناعة الورق، وصناعة الجعة (نوع من الخمور). مع تطور الصناعة المحلية بدأ النشاط التجاري يعرف حيوية بدوره، كان لتحسن نظام المواصلات في البلاد دوره الكبير في ذلك. أخذت الأسواق تظهر في العديد من نواحي البلاد، كانت هذه الأخيرة تشكل المحور الذي يصاحب ظهور تجمعات من السكان، ثم ما لبثت أعداد هؤلاء تتزايد حتى تشكلت تجمعات سكانية كبيرة. كانت أوساكا من أكبر مدن البلاد، كان أغلب تجار الجملة في اليابان يتخذونها مركزا لنشاطاتهم، كان ذلك مؤشرا لظهور طبقة وسطى جديدة (البورجوازيون) من أصحاب الأموال، قام هؤلاء بإدخال أنماط جديد في التعاملات المالية اليومية، كالقروض البنكية، أو السندات المالية.

### طبقة النبلاء ورجال الدين
قام النظام بوضع رجال البلاط تحت الرقابة الصارمة. منذ سنة 1615 م تم سن ستة عشرة (16) من القوانين الخاصة بأبناء هذه الطبقة. كان النبلاء من رجال البلاط ملزمين بالتقيد بدراسة الآداب والعلوم الأخرى والامتناع عن ممارسة كل نشاط له علاقة بحمل السلاح. تم إقرار العديد من التنظيمات التي حصرت مجال نشاطات المعابد والأديرة كما أعيد تنظيم المدارس الدينية، كان الهدف من ذلك الحد من القوة المالية والروحية لهذه الطبقة. بعد فترة أولى ساد فيها التسامح، قام الشوغونات بمنع المسيحية في البلاد، كما شنوا حملة مطاردة، تم فيها اضطهاد العديد من أتباع هذه الديانة الجديدة.

## العزلة وانغلاق البلاد
كان الـشوغونات يرون أنه يتوجب عليهم ولضمان استقرار سياسي واجتماعي في البلاد، أن يتحكموا في حركة انتقال الأشخاص. كانت الفكرة تقضي بأن يتم إغلاق كل منافذ البلاد (اليابان) على الخارج، ومنع السكان من التواصل مع بقية العالم، وقد تم تطبيق هذه الفكرة منذ القرن الـ17 م (1600 م). لم تكن هذه الحركة دون أن تلاقى صدى لدى الأجانب وبالأخص الأوروبيين، كان الإنجليز الأكثر إصرارا على كسر طوق الحظر، كانت لهم سفارات عديدة كما اشتركوا مع الفرنسيين ثم مع الروس علهم يفلحون في إقناع النظام بالعدول عن قراره، إلا أن هذه الجهود باءت كلها بالفشل.
منح الـشوغوات السفن البرتغالية والهولندية تراخيص تجارية خاصة، كان يسمح لها بالرسو مرة واحدة كل سنة في جزيرة ديشيكا بالقرب من ناكاساكي على السواحل اليابانية. كانت تجارة الحرير مع الصين يحتكرها البرتغاليون، وقد تمكن الـشوغونات من جني فوائد كبيرة جراء ذلك.

## العلوم الفكرية والثقافة

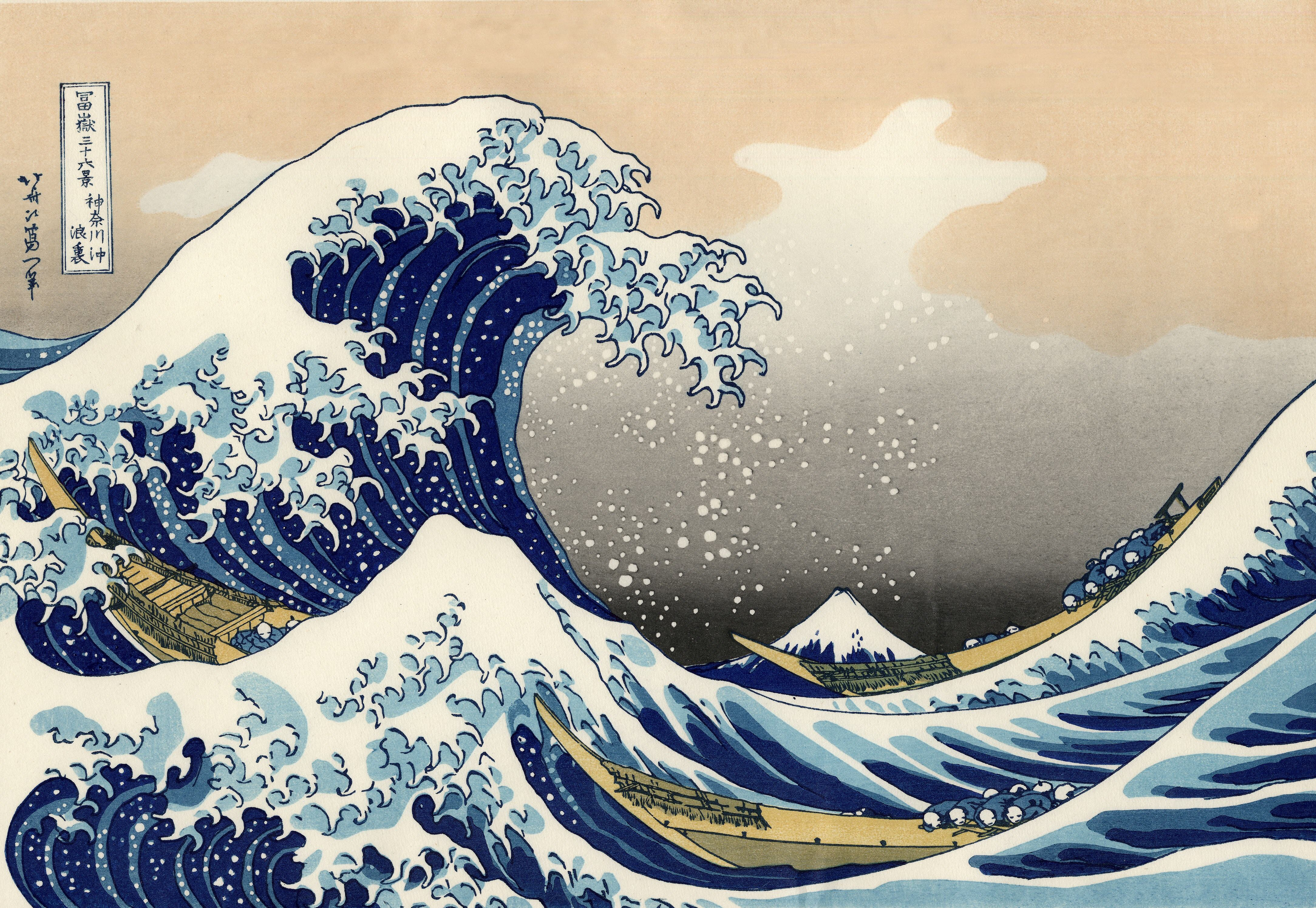
الموجة الكبيرة في كاناغاوا - ح 1830 م، لصاحبها كاتسوشيكا هوكوسائي عاش (1760-1849 م): من أشهر النماذج على فن الرواشم (رسومات يتم طباعتها عن طريق ألواح خشبية) من مدرسة الـأوكييو-إه.

عم الأمن أرجاء البلاد، ونجحت الإصلاحات المالية التي تم اتخاذها كما ارتفع مستوى الإنتاجية في معظم القطاعات الاقتصادية الحيوية، كل هذه العوامل جعلت من فترة إيدو من أزهى الفترات التي عرفتها البلاد، أصبحت اليابان والتي كانت على موعد حاسم في تاريخها بلادا تريد أن تحتل مكانا محترما بين جيرانها.
أولى مراحل الإصلاح في هذه الفترة مست القطاع التعليمي، تم تنظيم المدارس وتقسيمها حسب الطبقات المعروفة في المجتمع. في كل منطقة كانت هناك مدارس خاصة بأبناء العشائر المحلية (ويطق عليها تسمية هانكو بالمحلية) والتي تنتظم في معاقل خاصة بها، كانت هذه الأخيرة (المدارس) تستقبل أبناء المحاربين ممن انضووا تحت لواء العشيرة المتزعمة للمعقل. كان أغلب أبناء الشعب من سكان المدن أو الأرياف يرتاد المدارس الدينية (أو تيراكويا)، كانت هذه مفتوحة لأبناء الشعب وتخضع في تسييرها لأحدى المؤسسات الدينية التقليدية (دير، معبد، مزار...)، والعلوم التي يتم تدريسها يغلب عليها الطابع الديني. قامت إلى جانب ذلك مدارس متخصصة في المدن الكبرى، كان روادها من أبناء كل الطبقات وكانت تدرس فيها فيها شتى أنواع العلوم والمدارك التي كانت معروفة في البلاد آنذاك.
كان لتطور نظام التعليم في البلاد أثره الإيجابي على الحياة الفكرية. ظهرت حركة جديد قام فيها جمع من المتمدرسين بعمل بحوث ودراسات شملت كامل البلاد (كوكو غاكو أو الدراسات الوطنية). أخذ هؤلاء الدارسين يبحثون في الكتابات القديمة، كان هدفهم استخراج كل النصوص التي تشبعت بالروح القومية اليابانية، فكان أن ازدهرت علوم اللغويات الببليوغرافية (الدراسة اللغوية للوثائق المكتوبة) وكذا علوم التاريخ. من رواد هذا الميدان يمكننا ذكر، كامو نو مابوتشي ع(1697-1769 م) وموتو-أوري نوريناغا والذين أصبحت أعمالها مرجعا لمن أتى بعدهما، فقد أعيد نشر ومناقشة العديد منها وبالأخص على يد هيراتا أتسوتاني ع(1776-1843 م). اهتم رجال الثقافة في هذا العصر بالعلوم الغربية أيضا، كانت هذه العلوم قد دخلت البلاد عن طريق التجار الهولنديين، من بين العلوم التي تناولها اليابانيين باهتمام كبير يمكننا عد: علم الفلك، الرياضيات وعلم الخرائط.
كان انتشار أفكار الـكونفوشسيوسية الجديدة من أهم ما ميز الحياة الفلسفية في اليابان أثناء فترة إيدو، ويعد هاياشي رازان ع(1583-1657 م) من أهم زعماء هذا التوجه الجديد. كان يركز في أفكاره على أهمية العلاقات القائمة بين الطبقات الاجتماعية، وأهمية احترامها، إلى قيمة الولاء والطاعة بين أبناء العشيرة الواحدة.
عرفت الفترة اهتمام واسعا بالروايات التاريخية، كانت في معظمها تنتهي بعبرة أو درس في الأخلاق. قام هاياشي رازان ع(1583-1657 م) بتصنيف تاريخ كبير للبلاد على هذه الشاكلة، كما تناول أرائي هاكوسيكي الفترة الأسطورية بالدراسة وأخضعها إلى ميزان علوم اللغويات الببليوغرافية.
مع تحسن المستوى المعيشي للسكان في المدن، وبالأخص كيوتو (京都) وأوساكا (大阪) ظهرت ثقافة شعبية خاصة بطبقة جديدة من البورجوازيين. من أهم مظاهر هذه الموجة الجديدة كان ابتداع مسرح العرائس أولا ثم مسرح الـكابوكي (歌舞伎) على يد شيكامتسو مونزا-إيمون (近松 門左衛門) فيما بعد. إلى جانب المسرح عرف فن القصص الشعبي مرحلة ازدهاره مع كتابات إيهارا سائي-كاكو، كما برز ماتسو-أو باشو (松尾芭蕉) كواحد من أهم أعمدة الشعر التقليدي الياباني المعروف باسم هايكو (俳句).

## انهيار نظام الشوغونية
بعد وفاة ثالث الـشوغونات من أسرة الـتوكوغاوا، قادت البلاد حكومة وطنية مؤلفة من مجلس من نخبة رجال البلاط، كانت الروح الكونفوشيوسية تقودهم في عملهم. قامت هذه الحكومة بسن العديد من القوانين للحد من مظاهر العنف التي ميزت المجتمع الياباني، تم أولا تعطيل العديد من الحالات التي يتم فيها اللجوء إلى الانتحار أو الـسيبوكو، بعدها بعامين تم منع عادة قديمة يقوم فيها الجيران المتخاصمين باختطاف أفراد من العوائل الأخرى واستعمالها كالرهينة ثم المقايضة بها. أصبح العديد من المحاربين (على اختلاف رتبهم) ممن أعلنوا ولاء هم للنظام الـشوغوني مجرد موظفين في الدولة، تدفع لهم رواتب على قدر مرتبتهم في سلم الوظائف وليس على قدر رتبهم العسكرية. على الرغم من الجهود التي بذلتها القيادة الجديد للبلاد، والإصلاحات التي تم اتخاذها، كانت مجريات الأحداث تنذر بالأسوأ، فمنذ النصف الثاني من القرن الـ17 (1600 م) أخذت الثورات والانتفاضات الشعبية تزداد حدة وعنفا.
أصبحت موارد البلاد تتضاءل، كان النظام يعتمد على صادرات البلاد من الفضة، وكانت المقايضة تتم على أساس سعر الأرز، الذي كان يتهاوى. تم اتخاذ إصلاحات اقتصادية جديد قام بوضع خطتها أحد ألمع رجال السياسة في عصره أرائي هاكوسيكي. إلا أن الأقدار أبت إلا أن تضاعف من حجم الخسارة، فتوالت الجوائح (الكوارث الطبيعية) على البلاد: الجفاف، الحرائق، الأوبئة، ثورات البراكين وأخيرا المجاعات.

## انفتاح البلاد القسري
عام 1853 يقوم أسطول من البحرية الأمريكية يقوده ماثيو بيري بكسر طوق الحظر عندما دخل عنوة خليج إيدو (طوكيو اليوم). قام قائد البحرية الأمريكية بتقديم طلب رسمي يتضمن الموافقة على فتح موانئ ومنافذ البلاد الخارجية على التجارة مع الدول الخارجية. كان وضع النظام الـشوغوني هشاً، وقد ساهمت المصاعب الاقتصادية ثم الأزمات السياسية في تعقيد الوضع أكثر. بعد أخذ ورد وافق النظام الياباني على توقيع اتفاقية كاناغاوا في مارس 1854. تم بموجبها فتح مينائي شيمودا في شبه جزيرة إزو وهاكوداته في هوكايدو على المبادلات التجارية، كما تم ترخيص المراكب الأجنبية بالتزود في الموانئ اليابانية عند حاجتها لذلك.
بعد توقيع الاتفاقية الأولى بسنتين، عرفت البلاد مقدم القنصل الأمريكي الجديد تاونزند هاريس، (Townsend Harris) قام الأخير بإعداد مشروع وثيقة جديدة تهدف إلى فتح مواني جديد أخرى وكذا تسهيل التجارة وتحريرها من القيود. تمت إعادة توقيع الاتفاقية من جديد في يوليو من سنة 1858، وقد وقع عليها من الطرف الأجنبي كل من الولايات المتحدة أولا ثم تلتها كل من إنجلترا، فرنسا وأخيرا روسيا.
بعد وفاة الشوغون إيئه-سادا، دخلت البلاد أزمة سياسة عاصفة. كانت أطراف عديد تتنازع القرار السياسي، دخل كبار الزعماء من الـدائي-ميو والذي شكلوا ما يعرف بالمحافظين في صراع مع جماعة كانت ترى وجوب الدفع بالبلاد إلى الأمام ومحاربة الركود القائم، كما دار صراع آخر بين جماعة من الذين كانوا يرون وجوب طرد الأجانب من البلاد (الوطنيين) وجماعة أخرى كانت تؤيد عملية انفتاح البلاد على الخارج. قادت كل هذه الأزمات نظام الـشوغونية وببطء نحو الهاوية، كما عجلت بميلاد عهد جديد مع بداية ما عرف بفترة مييجي سنة 1868 (سميت الفترة الانتقالية باسم استعراش مييجي نسبة إلى إعادة الإمبراطور إلى عرشه بعد أن كان يحكم البلاد صوريا).

## اقرأ أيضا
- قلعة إيدو
- إيشين شيشي
- باكوماتسو
- نظام توكوغاوا شوغون
- استعراش ميجي

## أحداث
- 1615 - حصار أوساكا : توكوغاوا إياسو، يحاصر قلعة أوساكا بجميع القوات الموالية لعشيرة تويوتومي.